# SN 2009by
SN 2009by – supernowa typu II-P odkryta 29 marca 2009 roku w galaktyce UGC 6260. W momencie odkrycia miała maksymalną jasność 18,50m.